# Sin Song-hui
Sin Song-hui, född 24 mars 1970, är en nordkoreansk bågskytt. Hon deltog vid olympiska sommarspelen 1992.